# Glockengießerei Capanni

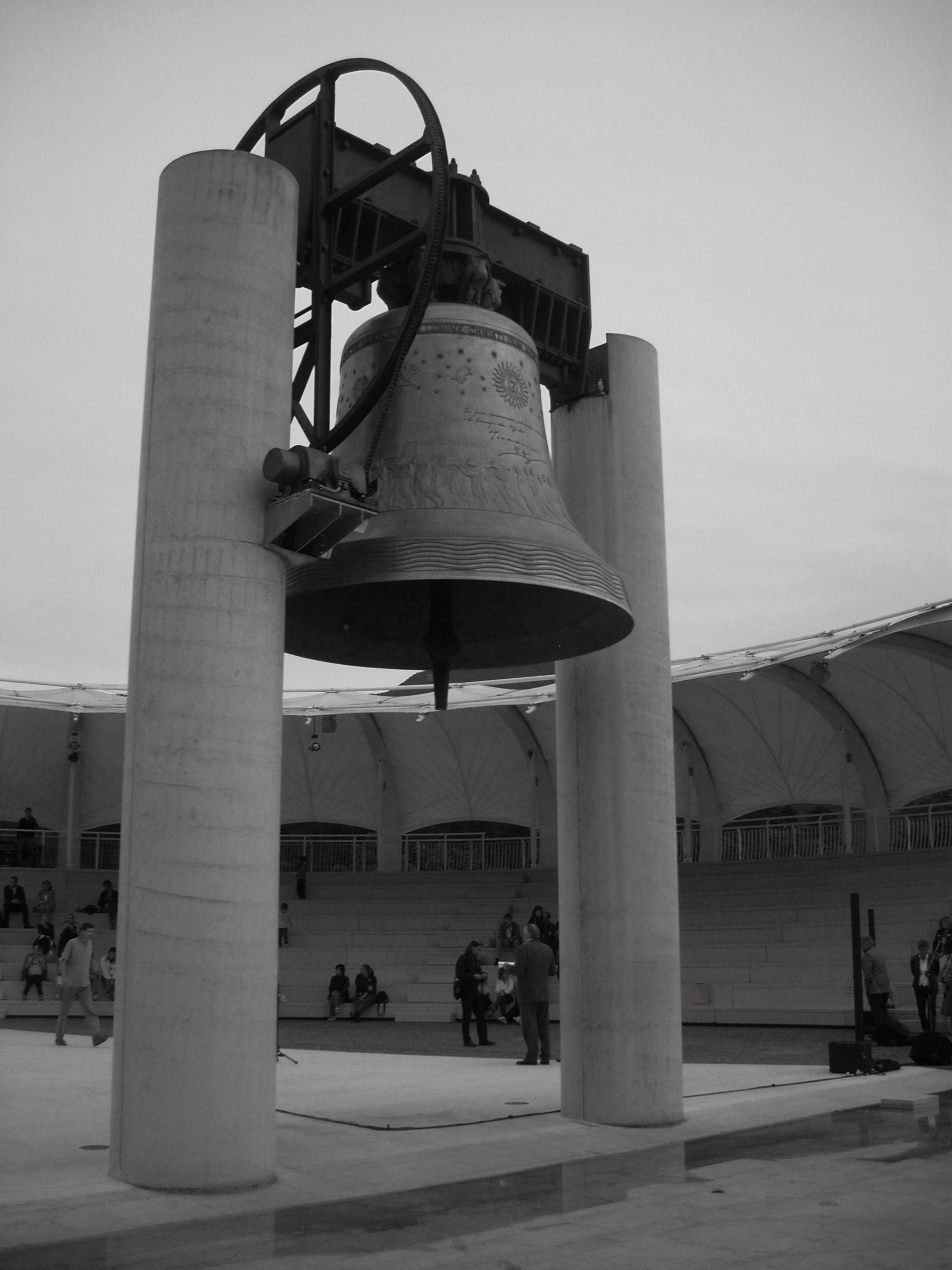
Die Campana dei Caduti (Glocke der Gefallenen) in Rovereto

Die Glockengießerei Capanni (ital. Fonderia Capanni) ist eine der wenigen noch produzierenden Glockengießereien Italiens. Ihr Sitz ist in Castelnovo ne’ Monti in der norditalienischen (Provinz Reggio Emilia).

## Geschichte
1846 übernahm der Schmied Paolo Capanni die seit 1565 bestehende Glockengießerei der Familie Betalli. Paolo Capanni hatte die Geheimnisse der Gießerkunst während einer Zeit als wandernder Schmied von einem betagten Glockengießer aus der Gegend erlernt. Zunächst zusammen mit seinen fünf Söhnen, dann mit seinen beiden einzigen Brüdern Enrico und Giuseppe arbeitete er auf einem stets größer werdenden Gelände in Castelnovo ne’ Monti.
Nach der Wiederherstellung der im Krieg beschädigten Glocken wurden seit 1952 in der Gießerei etwa 22.000 Glocken hergestellt. Der Betrieb wird heute von der Familie Enrica Capanni und seinem Sohn Paolo in sechster Generation geführt. Er wurde unter anderem bekannt durch den Neuguss der Glocke Campana dei Caduti (auch Maria dolens) in Rovereto. Es ist die viertgrößte noch tönende freischwingende Glocke der Welt. Zur heutigen Produktpalette gehören nicht nur Glocken nebst Zubehör, sondern auch Turmuhren, computergesteuerte Schlagwerke, elektronische Anzeigetafeln und Zeitmesssysteme.

## Glocken aus der Gießerei Capanni (Auswahl)
- Rovereto: Campana dei Caduti, 1964, Schlagton ist b.
- Berg Alverna: die 2. Glocke des Geläuts Campane della Verna
- Coriano: die 4., 6., 7. und 8. Glocke des Geläuts der Pfarrkirche Santa Innocenza, 2010. Die 6., 7. und 8. Glocke bilden ein Carillon
- Castelnovo ne’ Monti: Glockenspiel auf dem Campanile des Firmengebäudes der Glockengießerei
- Tirano: die 4., 6., 7. und 8. Glocke des Geläuts in der Chiesa Collegiata Arcipretale Plebana di San Lorenzo Martire, 2005 und 1980
- Lallio: die 1. und 5. Glocke des Geläuts der Pfarrkirche San Bartolomeo e Santo Stefano, 1953
- Lecco: die 1. und 5. Glocke des Geläuts der Pfarrkirche Sant’Andrea, 1998 und 2005

## Quelle
- Firmeneigene Informationen (Firmenprospekt)